# David di Donatello/Beste Regie

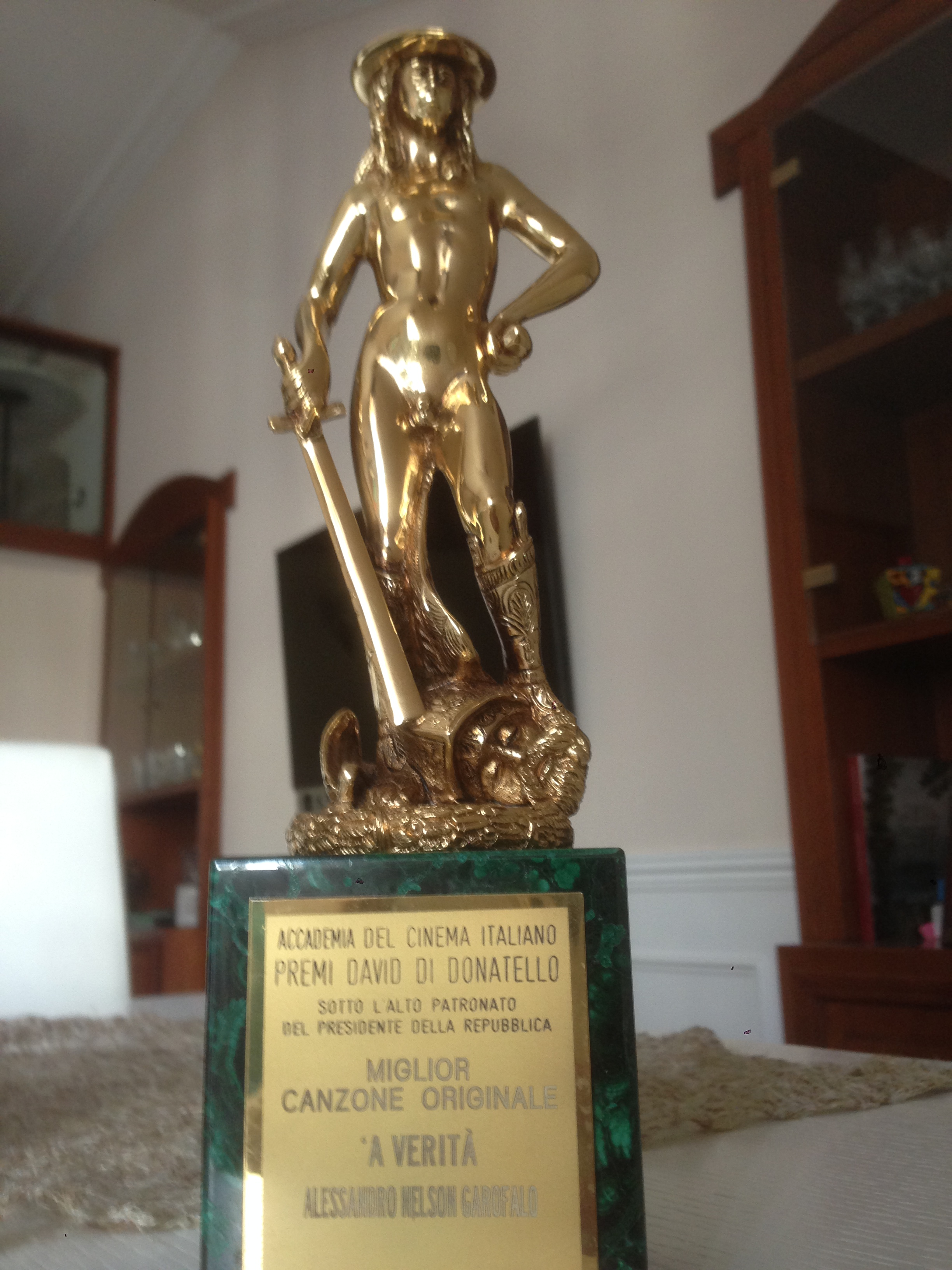
Eine der 2014 verliehenen Trophäen

Der David di Donatello/Beste Regie (italienisch David di Donatello per il migliore regista) ist eine der ältesten Kategorien des italienischen Filmpreises David di Donatello, der jährlich von der Accademia del Cinema Italiano (ACI, Akademie des italienischen Films) verliehen wird und existiert seit 1956.
Mit dem Preis für die beste Regie wird der beste italienische Regisseur ausgezeichnet, dessen Film im vorausgehenden Filmjahr entstanden ist. Dabei ist es unwichtig, ob es sich um eine rein italienische Produktion handelt oder ob der Film als Co-Produktion mit anderen Nationen entstand (wie beispielsweise Der letzte Kaiser).
Der am häufigsten ausgezeichnete Regisseur war Francesco Rosi, dem die Auszeichnungen in dieser Kategorie sechs Mal verliehen wurde.
Die erste weibliche Preisträgerin war Maura Delpero (2025).

## Gewinner der Auszeichnung
Die Auflistung der ausgezeichneten Filmregisseure enthält keine Nominierten, vor 1993 wurde der Preis jedoch gelegentlich doppelt vergeben.

### 1956–1959
- 1956: Gianni Franciolini – Vier Herzen in Rom
- 1957: Federico Fellini – Die Nächte der Cabiria
- 1958: nicht vergeben
- 1959: Alberto Lattuada – Sturm im Osten

### 1960–1969
- 1960: Federico Fellini – La dolce vita
- 1961: Michelangelo Antonioni – Die Nacht
- 1962: Ermanno Olmi – Der Job
- 1963: Vittorio De Sica – Die Eingeschlossenen
- 1964: Pietro Germi – Verführung auf italienisch
- 1965: Vittorio De Sica – Hochzeit auf italienisch sowie Francesco Rosi – Augemblick der Wahrheit
- 1966: Alessandro Blasetti – Ich, ich, ich … und die anderen sowie Pietro Germi – Aber, aber, meine Herren…
- 1967: Luigi Comencini – Der Unverstandene
- 1968: Carlo Lizzani – Die Banditen von Mailand
- 1969: Franco Zeffirelli – Romeo und Julia

### 1970–1979
- 1970: Gillo Pontecorvo – Queimada – Insel des Schreckens
- 1971: Luchino Visconti – Tod in Venedig
- 1972: Franco Zeffirelli – Bruder Sonne, Schwester Mond sowie Sergio Leone – Todesmelodie
- 1973: Luchino Visconti – Ludwig II.
- 1974: Federico Fellini – Amarcord
- 1975: Dino Risi – Der Duft der Frauen
- 1976: Mario Monicelli – Ein irres Klassentreffen sowie Francesco Rosi – Die Macht und ihr Preis
- 1977: Valerio Zurlini – Die Tatarenwüste, sowie Mario Monicelli – Un borghese piccolo piccolo
- 1978: Ettore Scola – Ein besonderer Tag
- 1979: Francesco Rosi – Christus kam nur bis Eboli

### 1980–1989
- 1980: Gillo Pontecorvo – Ogro sowie Marco Bellocchio – Salto nel vuoto
- 1981: Francesco Rosi – Drei Brüder
- 1982: Marco Ferreri – Ganz normal verrückt
- 1983: Paolo Taviani und Vittorio Taviani – La notte di San Lorenzo
- 1984: Ettore Scola – Le Bal – Der Tanzpalast
- 1985: Francesco Rosi – Carmen
- 1986: Mario Monicelli – Hoffen wir, daß es ein Mädchen wird
- 1987: Ettore Scola – Die Familie
- 1988: Bernardo Bertolucci – Der letzte Kaiser
- 1989: Ermanno Olmi – La leggenda del santo bevitore

### 1990–1999
- 1990: Mario Monicelli – Il male oscuro
- 1991: Ricky Tognazzi – Ultra
- 1992: Gianni Amelio – Gestohlene Kinder
- 1993: Ricky Tognazzi – Die Eskorte, sowie Roberto Faenza – Jona che visse nella balena
- 1994: Carlo Verdone – Perdiamoci di vista
- 1995: Mario Martone – L’amore molesto
- 1996: Giuseppe Tornatore – Der Mann, der die Sterne macht
- 1997: Francesco Rosi – La tregua
- 1998: Roberto Benigni – Das Leben ist schön
- 1999: Giuseppe Tornatore – Die Legende vom Ozeanpianisten

### 2000–2009
- 2000: Silvio Soldini – Brot und Tulpen
- 2001: Gabriele Muccino – Ein letzter Kuss
- 2002: Ermanno Olmi – Der Medici-Krieger
- 2003: Pupi Avati – Il cuore altrove
- 2004: Marco Tullio Giordana – Die besten Jahre
- 2005: Paolo Sorrentino – Le conseguenze dell'amore
- 2006: Nanni Moretti – Der Italiener
- 2007: Giuseppe Tornatore – Die Unbekannte
- 2008: Andrea Molaioli – La ragazza del lago
- 2009: Matteo Garrone – Gomorrha – Reise in das Reich der Camorra

### 2010–2019
- 2010: Marco Bellocchio – Vincere
- 2011: Daniele Luchetti – La nostra vita
- 2012: Paolo und Vittorio Taviani – Cäsar muss sterben
- 2013: Giuseppe Tornatore – The Best Offer – Das höchste Gebot
- 2014: Paolo Sorrentino – La Grande Bellezza – Die große Schönheit
- 2015: Francesco Munzi – Anime nere
- 2016: Matteo Garrone – Das Märchen der Märchen
- 2017: Paolo Virzì – Die Überglücklichen
- 2018: Jonas Carpignano – A Ciambra
- 2019: Matteo Garrone – Dogman

### Ab 2020
- 2020: Marco Bellocchio – Il Traditore – Als Kronzeuge gegen die Cosa Nostra
- 2021: Giorgio Diritti – Hidden Away
- 2022: Paolo Sorrentino – The Hand of God
- 2023: Marco Bellocchio – Und draußen die Nacht
- 2024: Matteo Garrone – Ich Capitano
- 2025: Maura Delpero – Vermiglio